# Marcella (Fernsehserie)

Marcella

Marcella ist eine britische Kriminal-Fernsehserie mit Anna Friel in der Rolle der titelgebenden Hauptfigur, einer Ermittlerin zunächst bei der Londoner Polizei, später bei der Belfaster Polizei. Die Serie erschien von 2016 bis 2020 in drei 8-teiligen Staffeln, je nach Staffel zuerst beim britischen Sender ITV beziehungsweise dem Streaming-Portal Netflix. Co-Schöpfer, Showrunner und Drehbuchautor ist der Schwede Hans Rosenfeldt.

## Inhalt

### Staffel 1
Nachdem ihr Ehemann sie und die zwei gemeinsamen Kinder verlassen hat, kehrt Sergeant Marcella Backland nach Jahren in den Londoner Polizeidienst zurück. Sie wird mit einem ungelösten alten Fall konfrontiert, bei dem ein Serienkiller wieder aktiv geworden zu sein scheint.

### Staffel 2
Mehrere junge Menschen werden Opfer einer tödlichen Lobotomie. Die Verzweiflung der Eltern kostet weitere Leben.
Marcella und ihr Team tappen lange Zeit im Dunkeln.
Marcella versucht, dem Auslöser ihrer Blackouts mittels Hypnose auf die Spur zu kommen. Dies bringt Dinge ans Licht, die ihr helfen, wichtige Beziehungen zu klären, die sie am Ende aber in eine noch tiefere Krise stürzen.

### Staffel 3
Marcella Backland hat sich in Undercover-Agentin Keira Devlin verwandelt: Ein blondes, furcht- und skrupelloses Gift, das es in den innersten Kreis einer mächtigen nordirischen Familie geschafft hat. Die McGuires – Matriarchin Katherine und ihre drei erwachsenen Kinder Stacey, Rory und Finn – beherrschen Belfast mittels Korruption von Verwaltung, Polizei und Justiz. Sie haben mit Menschen-, Waffen- und Drogenschmuggel ein Vermögen angehäuft.

## Besetzung und deutsche Synchronisation
Die Synchronisation der Serie wurde bei der SDI Media Germany nach Dialogbüchern von Sigrid Scheurer und Dieter B. Gerlach unter der Dialogregie von Irina von Bentheim erstellt.
|                  |                        | Staffel | Staffel | Staffel |                           |
| Darsteller       | Rollenname             | 1       | 2       | 3       | Dt. Synchronsprecher      |
| ---------------- | ---------------------- | ------- | ------- | ------- | ------------------------- |
| Anna Friel       | Marcella Backland      | x       | x       | x       | Manja Doering             |
| Nicholas Pinnock | Jason Backland         | x       | x       |         | Charles Rettinghaus       |
| Ray Panthaki     | Rav Sangha             | x       | x       | x       | Jaron Löwenberg           |
| Jamie Bamber     | Tim Williamson         | x       | x       |         | Sebastian Christoph Jacob |
| Jack Doolan      | Mark Travis            | x       | x       |         | Tim Sander                |
| Nina Sosanya     | Laura Porter           | x       |         |         | Diana Borgwardt           |
| Charlie Covell   | Alex Dier              | x       |         |         | Dorette Hugo              |
| Sophia Brown     | Leanne Hunter          |         | x       |         | Jane-Lynn Steinbrunn      |
| Amanda Burton    | Katherine Maguire      |         |         | x       |                           |
| Hugo Speer       | Frank Young            |         | (x)     | x       |                           |
| Aaron McCusker   | Finn Maguire           |         |         | x       |                           |
| Martin McCann    | Bobby Barrett          |         |         | x       |                           |
| Kelly Gough      | Stacey Maguire Barrett |         |         | x       |                           |
| Michael Colgan   | Rory Maguire           |         |         | x       |                           |

## Veröffentlichung
Auf Englisch strahlte der britische Fernsehsender ITV die erste Staffel im April und Mai 2016 erstmals aus und die zweite Staffel von Februar bis April 2018. Jeweils später im selben Kalenderjahr nahm auch Netflix die Staffeln in sein Angebot auf, sie erschienen dort – auch auf Deutsch – am 1. August 2016 beziehungsweise am 8. Juni 2018. Die dritte Staffel erschien erstmals am 14. Juni 2020 bei Netflix, und erst danach – von Januar bis März 2021 – wurde sie auch von ITV ausgestrahlt.
| Episode je Staffel | Staffel 1     | Staffel 2     | Staffel 3     |
| ------------------ | ------------- | ------------- | ------------- |
| 1                  | 4. Apr. 2016  | 19. Feb. 2018 | 26. Jan. 2021 |
| 2                  | 11. Apr. 2016 | 26. Feb. 2018 | 26. Jan. 2021 |
| 3                  | 18. Apr. 2016 | 5. März 2018  | 2. Feb. 2021  |
| 4                  | 25. Apr. 2016 | 12. März 2018 | 9. Feb. 2021  |
| 5                  | 2. Mai 2016   | 19. März 2018 | 16. Feb. 2021 |
| 6                  | 9. Mai 2016   | 26. März 2018 | 23. Feb. 2021 |
| 7                  | 16. Mai 2016  | 2. Apr. 2018  | 2. März 2021  |
| 8                  | 17. Mai 2016  | 9. Apr. 2018  | 2. März 2021  |

## Rezeption

### Kritik
Das Lexikon des internationalen Films bewertete die Serie mit vier von fünf möglichen Sternen und urteilte, dass die „kantige Hauptfigur, eine komplexe Erzählstruktur und die expressive filmische Umsetzung“ sie „als sarkastischen Kommentar zur aktuellen (Geistes-)Lage zum Ereignis“ mache.

### Auszeichnungen
- 2017: International Emmy Award für Anna Friel (Beste Darstellerin)